# سردخانه‌(محل نگهداری جسد)

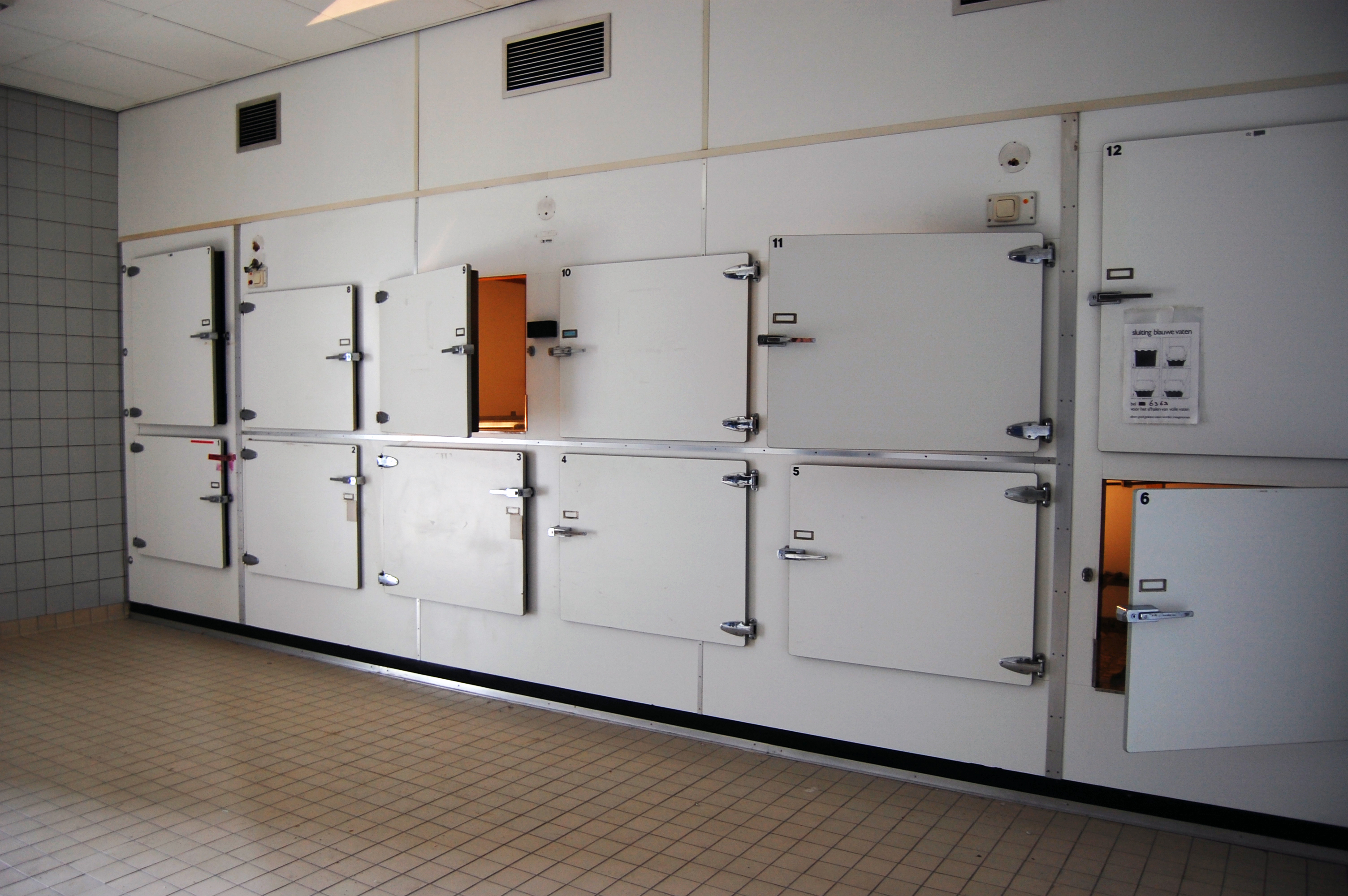
نمای درونی یک سردخانه متروکه در دیفنتر، هلند.

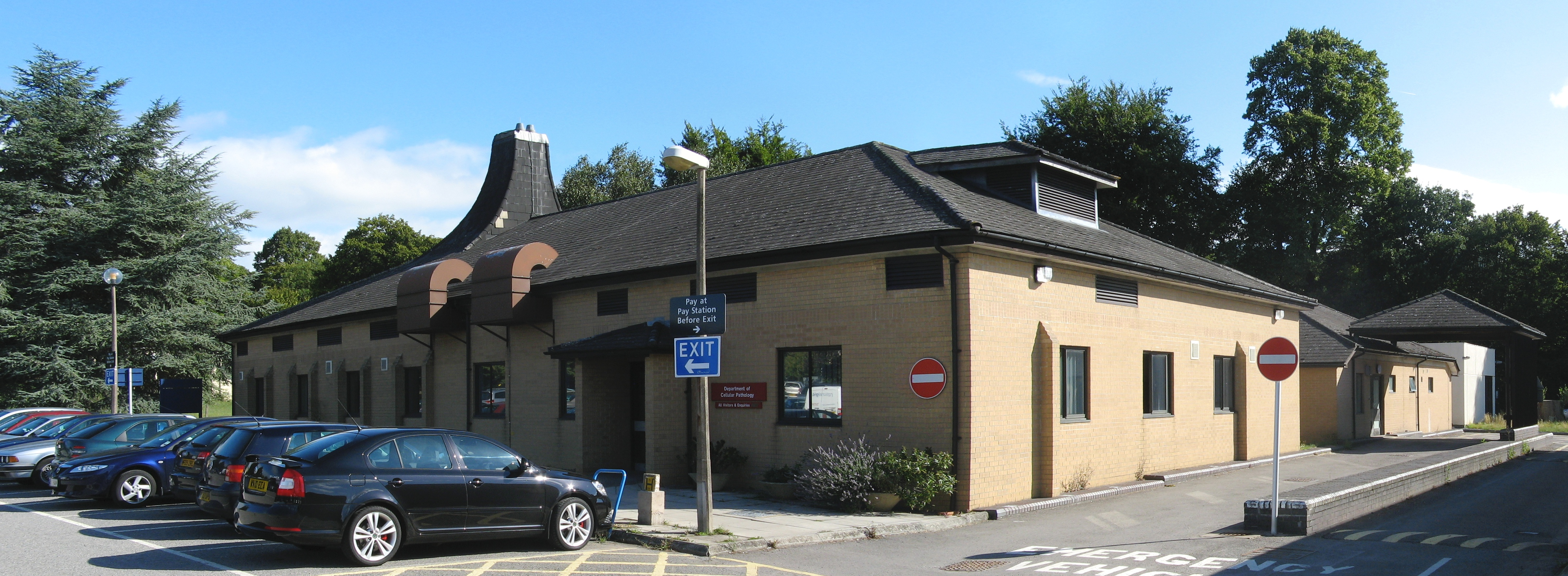
یک سردخانه بیمارستانی و آزمایشگاه آسیب‌شناسی بالینی در باث، انگلستان.

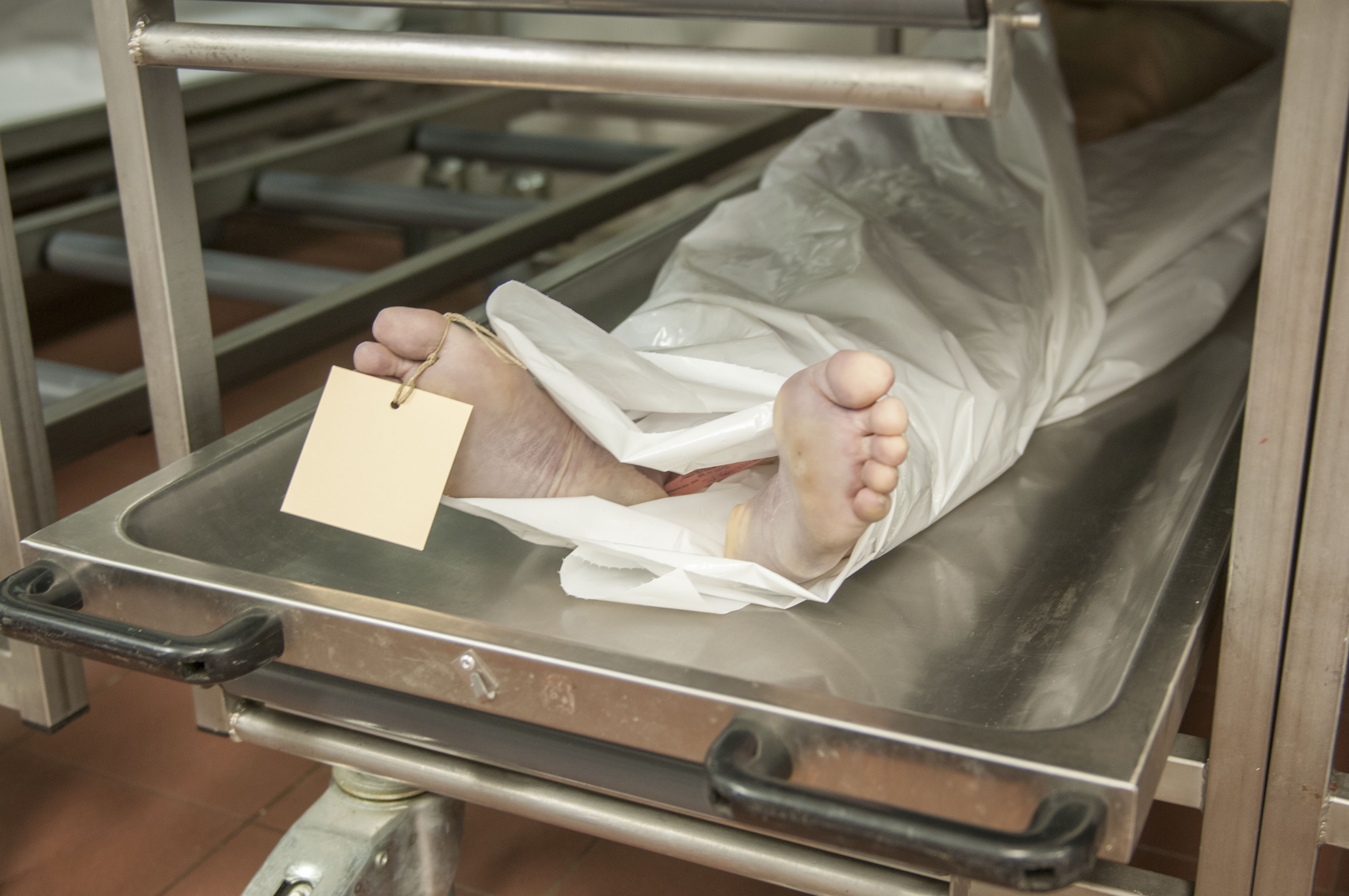
نمای نزدیک از بدن یک مرده در سردخانه‌ای در شاریته.

سردخانه مکانی است که برای نگهداری جسد انسانی در انتظار تشخیص هویت، نمونه‌برداری، و یا جهت کالبد‌شکافی، تدفین محترمانه، سوزاندن و یا دیگر روشهای دفع میت است. در زمانه مدرن عموما اجساد را برای جلوگیری از تجزیه در یخچال نگهداری می‌کنند.